# Ernest Victor Abbott
Ernest Victor Abbott ( 1888-1980) fue un botánico estadounidense conocido por sus investigaciones en los mohos del orden de hongos Urediniomycetes.

## Biografía
Estudió en las Universidad Estatal de Oregón (BS) y en la Universidad de Iowa (maestría y doctorado). Como patólogo vegetal, trabajó sucesivamente en la Estación Experimental Agrícola del Estado de Luisiana, en la Universidad Estatal de Iowa, y en la Estación Experimental La Molina, Lima, Perú, antes de unirse a la Estación de Campo de caña de azúcar, Houma, Luisiana, en 1930. Allí, se desempeñó como fitopatólogo de investigación y, a partir de 1950 hasta su retiro en 1966, como superintendente.

## Algunas publicaciones
- e.v. Abbott, r.l. Tippett. 1966. Strains of sugarcane mosaic virus. Techn. Bull. (USDA) 1340. 25 pp.

- --------------, joseph polkinghorne Martin, c.g. Hughes. 1961. Sugar-cane Diseases of the World. Ed. Elsevier. 896 pp.

- ernst Artschwager, ernest victor Abbott, i.e. Stokes. 1959. Sieve Tube Lignification in Sugarcane and Its Significance in Relation to the Ratoon Stunting Disease. Ed. Elsevier, 	1.083 pp.

- e.v. Abbott. 1926. Taxonomic studies on soil fungi. Iowa State College J. of Sci. 1 (1): 15-36

- --------------. 1927. Taxonomic studies on soil fungi. Iowa State College J. of Sci. 1: 15-36

- --------------. 1927. Scolecobasidium, a new genus of soil fungi. Mycologia 19 (1): 29-31

- j.c. Gilman, e.v. Abbott. 1927. A summary of the soil fungi. J. of Iowa State College Sci. 1 (3): 225-343

## Honores
- Editor de "Sugarcane Diseases of the World"

### Membresías
- Sociedad Americana de Tecnólogos de la Caña de Azúcar
- Sociedad Americana de Fitopatología
- Comité Permanente de las Enfermedades de caña de azúcar del mundo

### Medallero
- Medalla Servicio Superior del USDA
- Premio de St. James de la industria azucarera.

- La abreviatura «E.V.Abbott» se emplea para indicar a Ernest Victor Abbott como autoridad en la descripción y clasificación científica de los vegetales.[2]